# ادموند ایوانز

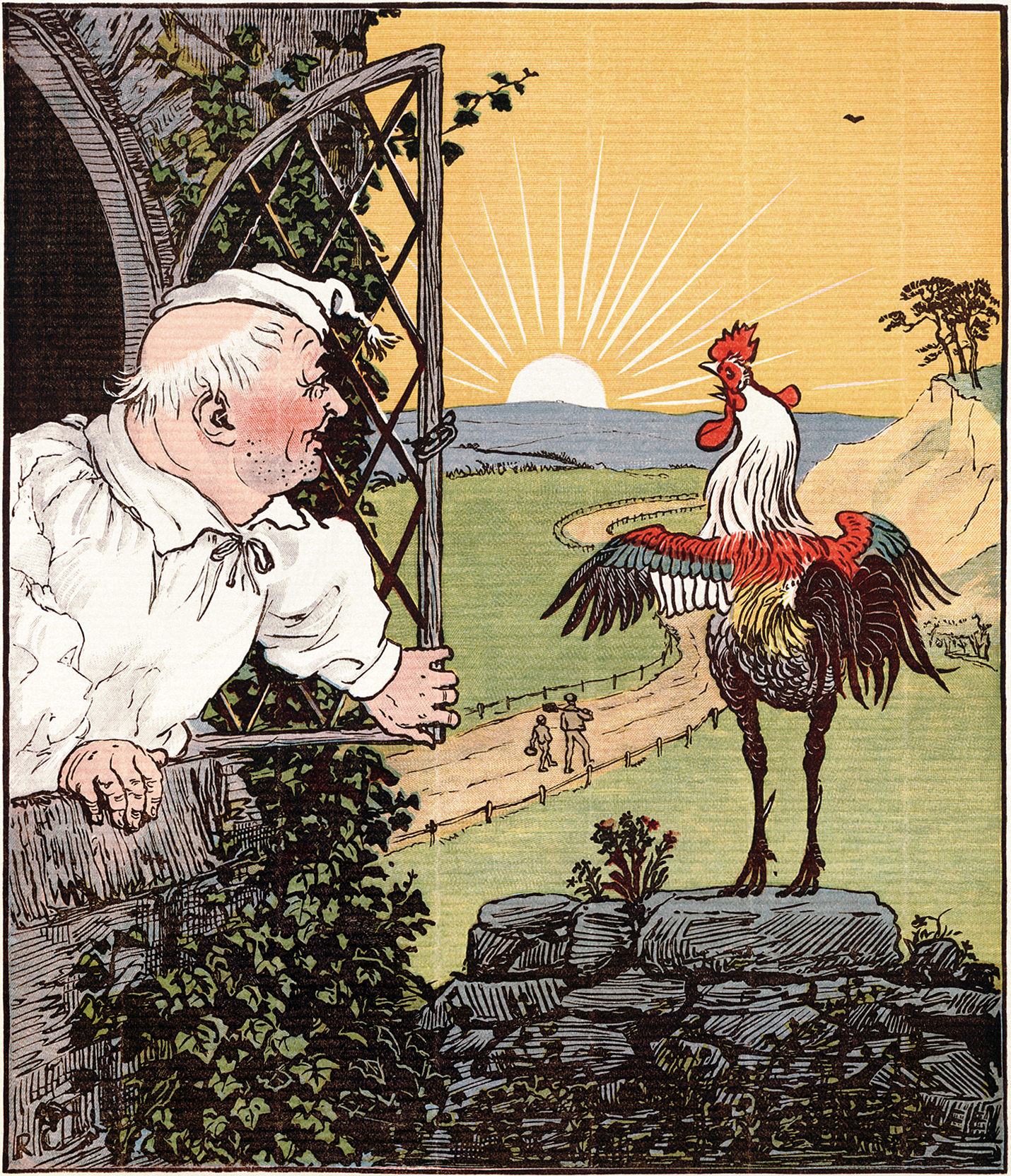
این خانه‌ای است که جک ساخت حکاکی و چاپ از ادموند ایوانز، طراحی از راندولف کالدکوت (۱۸۸۷) تصویر بانگ خروسِ رو به خورشید، با یک مردِ مست از باده نوشیِ شبانه در لباس خواب و شب کلاه، به همراه چشم‌اندازی از جاده و حصار

ادموند ایوانز (انگلیسی: Edmund Evans؛ ۲۳ فوریهٔ ۱۸۲۶ – ۲۱ اوت ۱۹۰۵) یک استاد باسمه‌کار، چاپ چوبی و چاپ رنگی برجسته در دوران هنر ویکتوریا بود. تخصص اصلی وی چاپ رنگی بود که بخش عمده‌ای از کار وی را در بر می‌گرفت. این نوع از چاپ در اواسط قرن نوزدهم محبوبیت بسیاری یافت. در ادامه وی به همکاری با هنرمندانی همچون والتر کران، راندولف کالدکوت، کیت گریناوی و ریچارد دویل پرداخت تا بتواند آنچه را که امروزه و در حال حاضر به نام کتاب‌های کلاسیک کودکان می‌شناسیم، طراحی و تولید نماید. اگر چه جزئیات کمی از زندگی وی آشکار گردیده اما زندگی‌نامه‌ای که قبل از مرگ و در سال ۱۹۰۵ میلادی به عنوان یک چاپگر دوران ویکتوریای لندن از خودش بر جای گذاشت، تا حدودی زندگی وی را شرح داده.

## آغاز زندگی
ایوانز در ۲۳ فوریه سال ۱۸۲۶ در سات‌ارک لندن متولد شد، نام پدر وی هِنری و مادر او مِری ایوانز می‌باشد. شروع تحصیل خود را در مدرسهٔ ردیف جامائیکا با تحصیل ریاضیات آغاز کرد اما همیشه می‌گفت که دوست داشتم لاتین را می‌آموختم در ۱۳ سالگی به عنوان یک نوآموز. کار در چاپخانهٔ ساموئل بنتلی در لندن را به سال ۱۸۳۹ آغاز کرد، در آن زمان تمام کارهای چاپخانه‌ها به صورت دستی بود و ایوانز مجبور بود ساعات طولانی کار کند، او از ساعت هفت صبح مشغول به کار می‌شد و معمولاً در ساعت نه یا ده شب دست از کار می‌کشید و به دلیل این پشتکار و مداومت در کارش به سرعت ترقی کرد، بنتلی مدیر چاپخانه، با دیدن علاقه و پشتکار ایوانز و استعداد شایان او، نحوهٔ حکاکی بر روی تخته سنگ جهت چاپ که به چاپ سنگی مشهور بود را به وی آموخت و همچنین جهت پیشرفت وی، او را به نزد ابنزر لاندلس استاد قلم زنی بر روی چوب فرستاد.

## آغاز زندگی حرفه‌ای در طراحی

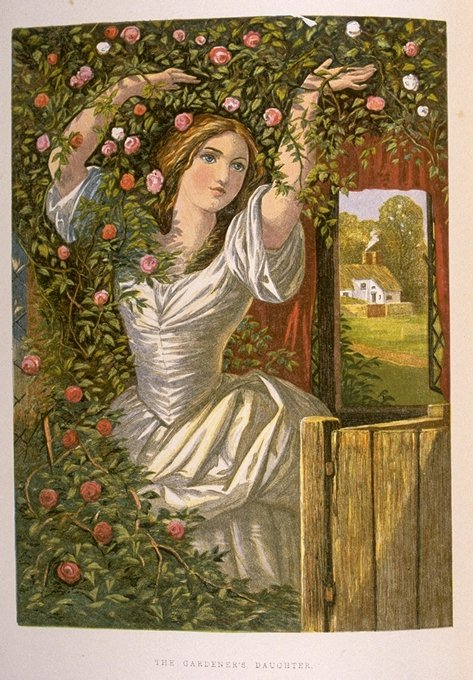
ایوانز، چاپ از هنر آلبوم (۱۸۶۱)، نشان دادن روش تولید یک نقاشی با آبرنگ

ایوانز کارش را با لاندلس از سال ۱۸۴۰ شروع کرد، کارهای ابتدایی این شاگرد و استاد شامل طراحی آثاری از ادوارد دالزیل و نویسندگانی چون چارلز دیکنز بود، یک سال بعد لاندلس مجلهٔ پانچ را راه‌اندازی کرد و به زودی از سال ۱۸۴۲ ایوانز کار طراحی کاور یا جلد مجله را انجام می‌داد. در همان زمان و از طریق مایلز بیرکت فاستر، ایوانز دوستان جدیدی پیدا کرد افرادی چون جان گریناوی و جورج دالزیل، فاستر و ایوانز برای مدت‌های طولانی تبدیل به دوستانی صمیمی شدند،
مدت زمانی بعد لاندلس مشغول کار بر روی یک کمیسیون جهت مصور سازی از اخبار مصور لندن در رابطه با ارائهٔ تصاویر از ملکه ویکتوریا و پرنس آلبرت شد، او ایوانز و فاستر را جهت انجام پیش طرح‌ها به کاخ ساندرینگهام بالمورال فرستاد، در حین انجام این کمیسیون و کار بر روی طرح‌ها ایوانز زحمات زیادی متحمل شد، او شب‌ها تا دیر وقت کار می‌کرد و صبح زود مجدداً بر سر کار باز می‌گشت، هنگامی که کارآموزی خود را در سال ۱۸۴۷ به پایان رساند درخواست‌های بسیاری برای پیشنهاد کار از طرف لاندلس را رد کرد تنها به این دلیل که او حالا در فکر راه‌اندازی کسب و کار خودش در زمینهٔ قلم زنی، حکاکی بر روی چوب و چاپ رنگی بود، ایوانز در این زمینه به همکاری با هنرمندان معاصرش از جمله والتر کران، راندولف کالدکوت، کیت گریناوی و ریچارد دویل برای آنچه که امروز به عنوان طراحی و نقاشی کتاب‌های کلاسیک کودکان است پرداخت، او یک اتوبیوگرافی کوتاه از خودش به جا گذاشته که قبل از مرگش در سال ۱۹۰۵ در آن، خودش را به عنوان یک طراح، در دورهٔ ویکتوریای لندن معرفی کرده،
پس از پایان دورهٔ کارآموزی، ایوانز برای تأمین معاش به کسب و کار پرداخت، از تاریخ ۱۸۵۰ به بعد است که به عنوان یک طراح به معنای واقعی کلمه، شهرت عمده‌ای برای خودش دست و پا می‌کند، در آن زمان طرح‌هایی برای یک سری از رمان‌های ارزان قیمت مشهور به کتاب پشت زرد می‌کشید، در سال ۱۸۶۰ او شروع به همکاری با کارگاه چاپ روتلج و وارن برای چاپ و طراحی کتاب اسباب بازی کودکان نمود، هدف او در انجام این کار تولید و عرضهٔ کتاب زیبا و ارزان برای کودکان بود، برای سه دهه او حجم‌های مختلفی در هر سال ارائه می‌کرد، همچنین طرح‌های هنرمندان دیگری از جمله کالدکوت و کران را به بهترین نحو ممکن چاپ کرد، هنر اصلی ایوانز استفاده از یک تکنیک چاپ گراور چوبی یا کاغذی شناخته شده به نام کروموزیلوگرافی بود که در درجهٔ اول برای کتاب‌های سریالی ارزان کودکان که نیاز به چند رنگ مختلف داشتند بود، این فرایند پیچیده و نیازمند یک حکاکی ظریف برای رسیدن و حصول بهترین نتایج بود. ایوانز دارای چشمانی دقیق برای این کار بود و مشخص شد که برای طراحی، اغلب، با دست و قلمِ طراحی، ضربه‌هایی را بر روی زمینهٔ ایجاد می‌کرده و این روند را تا تکمیل طرح ادامه می‌داد.

## روش‌های کار و فرایند
در طول دورهٔ ویکتوریا، هنر تصویر سازی کتاب محبوبیت بسیاری به دست آورد، این کار نتیجهٔ استفاده از سازوکار حکاکی بر روی چوب بود، در آن زمان حکاکی بر روی چوب که در آسیا شکل گرفته و گسترش یافته بود و اکنون در اروپا مراحل ترقی خود را می‌پیمود، این شیوه به طراح و ناشر اجازهٔ چاپ همزمان تصاویر به همراه متن مرتبط را می‌داد، توماس بویک توسعه دهندهٔ این شیوه و تکنیک در قرن هیجدهم میلادی بود که تا قرن نوزدهم ادامه یافت، عمدهٔ کار بر روی ایدهٔ استفاده از چوب و حکاکی بر روی آن بوسیلهٔ قلم‌های فلزی بود، بویک تکنیک‌های خود را به کارآموزان از جمله لاندلس انتقال داد که به نوبهٔ خود لاندلس نیز شاگرد خود یعنی ایوانز را با این تکنیک آشنا ساخت، در سال ۱۸۶۰، توماس بولتون روش جدید دیگری برای انتقال تصویرهای حکاکی شده بر روی چوب در جهت چاپ روی کاغذ ابداع کرد که بیشتر تحت عنوان، کار بر روی سطح مشهور بود.

## نگارخانه

Evans used as many as ten colour blocks for the prints in A Chronicle of England, illustrated by James Doyle, and printed in 1864. Ray10
نی‌نواز هاملین (1888) shows subtle colour squashing on the piper's robe, and the use of cross hatchings to blend colours, characteristics of chromoxylography.-->

## واژگان
1. ↑  Victorian era
2. ↑  Southwark
3. ↑  Jamaica Row
4. ↑  Samuel Bentley
5. ↑  Ebenezer Landells
6. ↑  Edward Dalziel
7. ↑  Charles Dickens
8. ↑  Myles Birket Foster
9. ↑  John Greenaway
10. ↑  George Dalziel
11. ↑  Balmoral Castle
12. ↑  Walter Crane
13. ↑  Kate Greenaway
14. ↑  Richard Doyle
15. ↑  Victorian London
16. ↑  yellow-backs
17. ↑  Routledge and Warne
18. ↑  chromoxylography
19. ↑  Balmoral Castle